# یوناس بریکویست
یوناس بریکویست (انگلیسی: Jonas Bergqvist؛ زادهٔ ۲۶ سپتامبر ۱۹۶۲) بازیکن هاکی روی یخ اهل سوئد بود.
از باشگاه‌هایی که در آن بازی کرده‌است می‌توان به کلگری فلیمس اشاره کرد.